# Антонович-Шушкевич, Изабелла
Изабе́лла Анто́нович-Шушке́вич (пол. Izabella Antonowicz-Szuszkiewicz; 16 марта 1942, Вильнюс) — польская гребчиха-байдарочница, выступала за сборную Польши в середине 1960-х — начале 1970-х годов. Участница трёх летних Олимпийских игр, серебряная призёрка чемпионата Европы, победительница многих регат национального уровня.

## Биография
Изабелла Антонович родилась 16 марта 1942 года в городе Вильнюсе в оккупированной немецко-фашистскими войсками Литовской ССР, занималась греблей на байдарках в местной гребной секции. Впоследствии вместе с мужем Владиславом Шушкевичем, так же занимавшимся греблей, переехала на постоянное жительство в Польшу. Проходила подготовку в Гданьске и Щецине, состояла в местных спортивных клубах «Мотлав» и «Висорд» соответственно.
Первого серьёзного успеха на взрослом международном уровне добилась в сезоне 1964 года, когда попала в основной состав польской национальной сборной и благодаря череде удачных выступлений удостоилась права защищать честь страны на летних Олимпийских играх в Токио. Выступала в зачёте двухместных байдарок на дистанции 500 метров вместе с напарницей Данелой Вальковяк-Пилецкой — они не смогли квалифицироваться на предварительном этапе, но через утешительный заезд всё же пробились в финальную стадию турнира — в решающем заезде заняли предпоследнее восьмое место, уступив победившему немецкому экипажу Росвиты Эссер и Аннемари Циммерман более семи секунд.
В 1965 году состязалась на чемпионате Европы в Бухаресте на озере Снагов, где завоевала медаль серебряного достоинства. Будучи в числе лидеров гребной команды Польши, в 1968 году Антонович-Шушкевич отправилась представлять страну на Олимпийских играх в Мехико. На сей раз стартовала в двойках на пятистах метрах в паре Ядвигой Доеринг, снова прошла в финал через утешительный раунд и снова оказалась вдалеке от призовых позиций — показала на финише последний девятый результат с отставанием от чемпионок Эссер и Циммерман почти в восемь секунд.
После двух Олимпиад Изабелла Антонович-Шушкевич осталась в основном составе польской национальной сборной и продолжила принимать участие в крупнейших международных регатах. В частности, в 1972 году она побывала на Олимпийских играх в Мюнхене, где вместе с новой партнёршей Эвой Грайковской-Станько в той же полукилометровой дисциплине байдарок-двоек несколько улучшила результат, показанный на предыдущих Играх — преодолев предварительный и утешительный этапы, в финальном заезде она пришла к финишу шестой, проиграв победившим советским гребчихам Людмиле Пинаевой и Екатерине Курышко около четырёх секунд. Её муж Владислав, при всём при том, выиграл на этой Олимпиаде бронзовую медаль в двойках на тысяче метрах вместе с напарником Рафалом Пищем.
В общей сложности в период 1961—1972 годов Антонович-Шушкевич 21 раз становилась чемпионкой Польши в различных гребных дисциплинах. На чемпионатах мира она четырежды проходила в финальную стадию, но попасть в число призёров на мировых первенствах ни разу не сумела.